# Robert Gruss
Robert Dwayne Gruss (ur. 25 czerwca 1955 w Texarkana, Arkansas) – amerykański duchowny katolicki, biskup Saginaw w Michigan od 2019.

## Życiorys
Ukończył świecką uczelnię Madison Area Technical College w Madison, Wisconsin. Po uzyskaniu licencji pilota w Spartan School of Aeronautics w Tulsa, Oklahoma pracował jako pilot samolotów czarterowych i instruktor. Postanowił jednak wstąpić na drogę kapłaństwa. Rozpoczął studia na St. Ambrose University w Davenport, Iowa. W dalszych latach kształcił się również w Rzymie na Angelicum, gdzie uzyskał licencjat z teologii i tytuł magistra teologii duchowości. Święcenia kapłańskie otrzymał 2 lipca 1994 roku w wieku 39 lat. Udzielił ich ówczesny biskup diecezjalny Davenport William Franklin. Pracował następnie duszpastersko w diecezji Davenport będąc m.in. diecezjalnym dyrektorem ds. powołań (2004–2007) i kanclerzem (2005–2007). W sierpniu 2007 roku otrzymał tytuł kapelana Jego Świątobliwości. W latach 2007–2010 wicerektor Kolegium Ameryki Płn. w Rzymie. Po powrocie do kraju został proboszczem katedry Najświętszego Serca Pana Jezusa w Davenport.
26 maja 2011 otrzymał nominację na biskupa Rapid City. Sakry udzielił mu arcybiskup John Nienstedt.
24 maja 2019 papież Franciszek go biskupem diecezjalnym Saginaw.